# Tylophora physocarpa
Tylophora physocarpa är en oleanderväxtart som beskrevs av Rudolf Schlechter. Tylophora physocarpa ingår i släktet Tylophora och familjen oleanderväxter. Inga underarter finns listade i Catalogue of Life.